# 横山邦彦 (バスケットボール)
横山 邦彦（よこやま くにひこ、1947年3月17日 - ）は、元バスケットボール選手である。

## 来歴
住友金属で活躍し、第7回日本リーグでは初優勝に貢献。MVPも獲得。
全日本にも選出され、アジア選手権で金メダルを獲得。1972年ミュンヘンオリンピック代表にも選ばれ出場した。

## 代表歴
- 1970アジア大会
- 1971アジア選手権
- 1972ミュンヘンオリンピック
- 1974アジア大会